# Ejragoła
Ejragoła (lit. Ariogala, żmudz. Ariuogala) – miasto na Litwie, położone nad brzegiem rzeki Dubissy w okręgu kowieńskim, 31 km od Rosieni.

## Historia

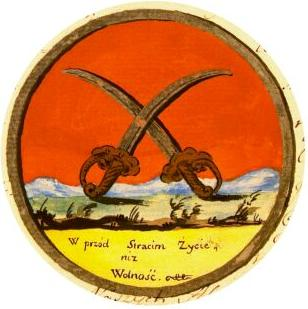
Herb miasta z 1792 r.

W XIII-XIV w. był tu drewniany, silnie umocniony gród. Mieszkał w nim książę Butywid i tu
urodził się jego syn, późniejszy Wielki Książę Litewski Witenes (1262–1315). Rezydował tu także Giedymin. Zamek bezskutecznie atakowali Krzyżacy, ale w czasie wyprawy w 1382 zdołali go zdobyć i zniszczyć (ślady wałów i fos).
Ejragoła była stolicą jednego z traktów Księstwa Żmudzkiego. W 1640 roku król Władysław IV Waza nadał miejscowości przywilej targowy i organizowania jarmarku. Należała do dóbr stołowych Wielkich Książąt Litewskich, które w XVIII w. dzierżawili Białłozorowie. W XIX w. właścicielami byli Millerowie, a później Morkowie. W 1792 roku król Stanisław August Poniatowski nadał miejscowości prawa miejskie i herb. Utracona w 1795 po III rozbiorze Polski.
Podczas okupacji hitlerowskiej, w lipcu roku Niemcy utworzyli getto dla żydowskich mieszkańców. Przebywało w nim około 800 osób. 2 września 1941 roku Niemcy ostatecznie zlikwidowali getto, a Żydów zamordowano obok młyna nad rzeką Dubysą. Sprawcami zbrodni byli żołnierze z 3 kompanii 13 batalionu policji litewskiej oraz litewskie siły bezpieczeństwa z Kowna. 

## Zabytki
- Dwór(inne języki) z 1640 w dobrach stołowych Jagiellonów, następnie przebudowany. W latach 1940–1951 mieściła się w nim szkoła średnia. Po przebudowie w 1963 szpital gruźliczy otoczony parkiem. Obecnie w ruinie.
- Kościół św. Michała Archanioła(inne języki) zbudowany w miejscu drewnianego, latach 1926–1939 i konsekrowany przez biskupa Józefa Skwireckiego
- cmentarz katolicki nad rzeką.

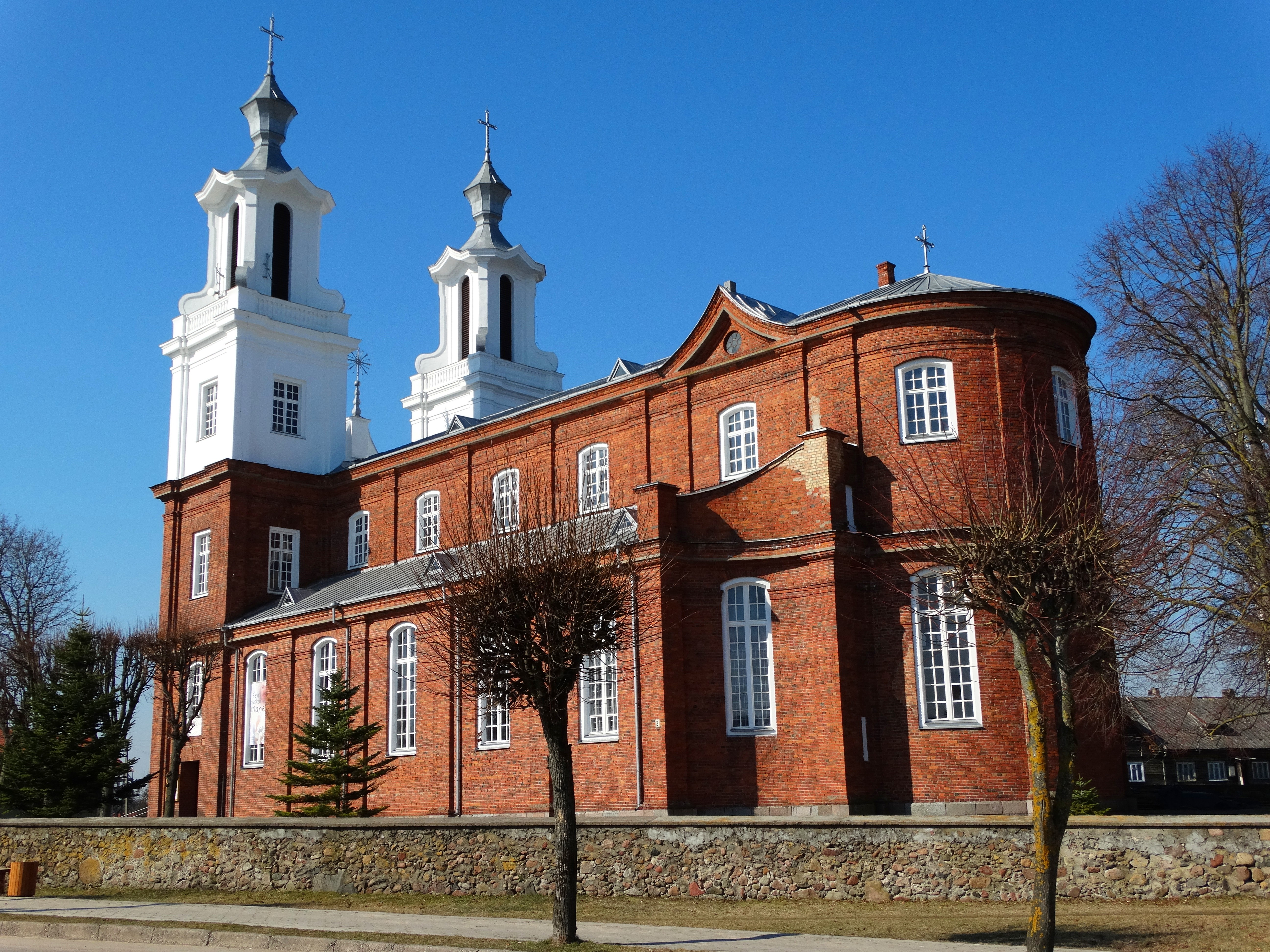
Kościół św. Michała Archanioła
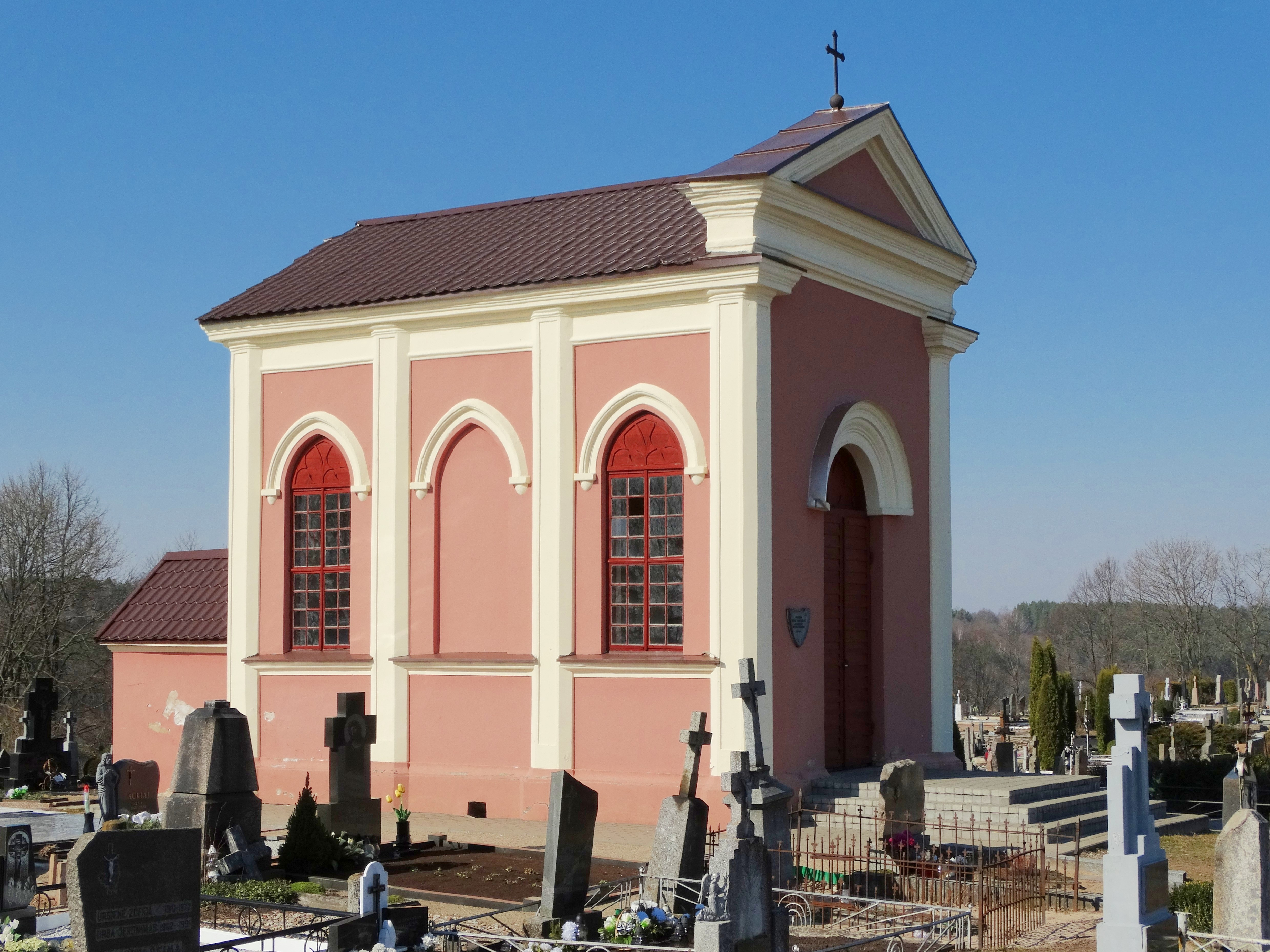
Kaplica cmentarna